# Улица проте Матеје (Београд)
| Улица · Проте Матеје       | Улица · Проте Матеје                        |
| -------------------------- | ------------------------------------------- |
|                            |                                             |
| Општина                    | Врачар                                      |
| Почетак                    | Макензијеве 9 (хотел Славија)               |
| Крај                       | Булевара краља Александра (Правни факултет) |
| Дужина                     | 600 m                                       |
| Ширина                     | 10 m                                        |
| Створена                   | пре 1886.                                   |
| Названа                    | 1896.                                       |
| Стари називи               | Бунарска ул., Мајурска ул.                  |
|                            |                                             |
|                            |                                             |
| Табла са историјатом улице |                                             |

Улица Проте Матеје је улица на Врачару, у Београду. Простире се од улице Макензијеве 9 (хотел Славија), па до Булевара краља Александра (Правни факултет). Улица је добила назив по Проти Матеји Ненадовићу који је био српски књижевник, дипломата, политичар, војсковођа, војвода из Првог српског устанка и први председник Правитељствујушчег Совјета (прве српске владе 1805-1807). Био је син кнеза Алексе Ненадовића, погубљеног у Сечи кнезова. Са стрицем Јаковом Ненадовићем покренуо Први српски устанак 1804. године у ваљевској и шабачкој нахији. Преговарао је са Русијом и Турском и тиме успоставио прве дипломатске контакте српских устаника са страним државама. Његово најзначајније дело су Мемоари, написано на српском народном језику, који, поред књижевне вредности, представљају драгоцени документ времена у којем је живео.
Улица је дугачка 600 метара. Име је добила 1896. године.

## Име
Ова улица је више пута током историје мењала име:
- Део улице Бунарска (1886 - 1896)
- Део улице Мајурска (1886 - 1896)

Име је добила 1896. године.

## Улицом Проте Матеје
Значајне институције од улице Макензијеве 9 (хотел Славија), па до Булевара краља Александра (Правни факултет):
- ЕПС Дистрибуција, Дирекција, Проте Матеје 10-16
- Амбасада Краљевине Шпаније, угао Проте Матеје и Крунске са леве стране
- Музеј Николе Тесле, угао Проте Матеје и Крунске са десне стране
- Хемофарм, Пословни центар, Проте Матеје 70.

## Суседне улице
Улицу пресецају следеће улице, по редоследу од улице Макензијеве 9 (хотел Славија) ка Булевару краља Александра (Правни факултет):
- Његошева
- Крунска

## Галерија
- Улица Проте Матеје 1
- Улица Проте Матеје 2
- Табла са историјатом улице
- Табла Улица Проте Матеје